# Phrae Provincial Administrative Organization Stadium
Das Phrae Provincial Administrative Organization Stadium (Thai สนาม อบจ.แพร่), oder auch Phrae Province Stadium (Thai สนามกีฬาจังหวัดแพร่) genannt, ist ein Mehrzweckstadion in Phrae in der Provinz Phrae, Thailand. Es wurde hauptsächlich für Fußballspiele genutzt und war das Heimstadion vom Drittligisten Phrae United Football Club. Das Stadion hat eine Kapazität von 4500 Personen. Eigentümer und Betreiber des Stadions ist die Phrae Provincial Administrative Organization.

## Nutzer des Stadions
| Verein          | Zeitraum der Nutzung |
| --------------- | -------------------- |
| Phrae United FC | 2009 bis 2011        |
| Phrae United FC | 2013                 |